# Ева Кулик-Беліньська
Ева Марія Кулик-Бєліньська (пол. Ewa Maria Kulik-Bielińska; 10 листопада 1957, Бохня) — польська дисидентка-антикомуністка, активістка профспілки Солідарність. Близька соратниця Яцека Куроня та Збігнєва Буяка. У період воєнного стану відповідала за конспірацію варшавського профспілкового підпілля. Керувала офісом Регіональної виконавчої комісії «Солідарності» столичного регіону Мазовія. У Третій Речі Посполитій працює у некомерційних громадських організаціях. Знана також як філолог, літератор і перекладачка.

## Студентка-дисидентка
Сім'я Еви Кулик зазнала репресій за комуністичного режиму. Брат батька загинув у Катині, двоюрідних братів матері депортували до Сибіру. Мати вмовляла Еву триматися поза політикою. У 1976 році Ева Кулик вступила на англійське відділення філологічного факультету Ягеллонського університету.
На тому ж факультеті навчався Станіслав Пияс — учасник протестного руху, який співпрацював із КОС-КОР, організатор допомоги репресованим страйкарям. 7 травня 1977 року Пияса знайшли мертвим. За офіційною версією влади ПНР смерть настала від побутового нещасного випадку. Однак одразу виникли припущення щодо причетності Служби держбезпеки МВС (СБ). Для Еви Кулик загибель Станіслава Піяса стала потрясінням, яке спонукало до дії. Вона стала непримиренною противницею урядущої компартії ПОРП.
Було створено опозиційно-протестну організацію Студентські комітети солідарності (СКС). Ева Кулик стала співзасновницею та прессекретарем СКС у Кракові. Організовувала бібліотеку самвидаву, лекції Летючого університету, редагувала нелегальний студентський журнал «Index». Збирала підписи на захист арештованих активістів чехословацької Хартії-77. Неодноразово затримувалася СБ, піддавалася обшукам і допитам.
Опозиційна активність призводила Еву Кулик до серйозних конфліктів із матір'ю. Їхні стосунки відновилися тільки після благословення, яке Ева отримала від Папи Римського Івана Павла II під час його візиту до Польщі у 1979 році. Наступного року Ева Кулик переїхала з Кракова до Варшави.

## Підпільниця та конспіратор
У серпні 1980 року Ева Кулик рішуче підтримала страйковий рух і створення незалежної профспілки Солідарність. У період арешту Яцека Куроня вона організувала в його квартирі інформаційне бюро, докладно повідомляла про те, що відбувається на Бі-Бі-Сі та Радіо «Вільна Європа». З вересня перебувала в «Солідарності», редагувала профспілкові видання «Informator» і «Niezależność». Була помітною фігурою у керівництві «Солідарності» столичного регіону Мазовія.
13 грудня 1981 року у Польщі введено воєнний стан. Встановилася влада Військової ради національного порятунку на чолі з першим секретарем ЦК ПОРП генералом Ярузельським. «Солідарність» заборонили та піддалася репресіям, близько 10 тисяч людей інтерновано. У першу ж ніч Еву Кулик взяли під варту на квартирі свого друга, соратника та майбутнього чоловіка Конрада Белінського. Проте міліція мала припис на інтернування лише однієї особи за цією адресою. Тому Еву парадоксальним чином відпустили з автозаку — при тому, що вона вже знаходилася в розшуку, а її місце проживання не було відоме СБ.

З початку 1982 року почали формуватися нелегальні профспілкові організації. З перших тижнів воєнного стану Ева Кулик приєдналася до видання підпільного журналу «Солідарності» «Tygodnik Mazowsze». Підпільну «Солідарність» Варшави очолив Збігнєв Буяк. 22 квітня 1982 року Буяк став головою всепольської Тимчасової координаційної комісії. Після травневих протестів під головуванням Буяка сформувалася Регіональна виконавча комісія «Солідарності» Мазовецького регіону (RKW Mazowsze). Найближчим помічником Буяка був Віктор Кулерський. Ева Кулик взяла на себе забезпечення безпеки підпільників.
|             | Воєнний стан нас не зламав. Тільки розлютив. А коли жінки злиться, щось вийде. |
| — Ева Кулик |                                                                                |
25-річна перекладачка-журналістка виявила великі конспіративні й оперативні здібності: налагодила систему надійних укриттів, таємних комунікацій, ефективного поширення інформації, довгих ланцюжків оперативної підтримки, швидких маневрів і відходів, розпізнавала втручання агентів СБ. Намагалася організовувати конспіративні квартири у незнайомих людей, раніше не пов'язаних з «Солідарністю», і цей метод виправдовував себе. Столичний комендант міліції генерал Цвек та його заступник із СБ полковник Пшановський змушені були констатувати поступове відтворення структур «Солідарності» у Варшаві. У цьому була значна роль Еви Кулик. Збігнєв Буяк зараховував її до керівного складу варшавського підпілля. Успіхи своєї діяльності вона пояснювала анонімністю, «віддачею слави» офіційним профспілковим лідерам.
Вона не вихвалялася тим, що робила. Загалом намагалася про це не говорити. Ми тільки бачили, що вона мало спить і працює багато. Ніколи не вносила напруженості чи знервованості, що було дуже важливо у нашій ситуації. Соратникам по підпіллю повторювала: «Не чекайте наказів і не чекайте нагород».
Згодом Ева Кулик згадувала, що й за умов підпілля вона знаходила час стежити за своєю зовнішністю, відповідати образу польської жінки. Вона зуміла виробити стиль непомітний, але елегантний стиль одягу. Як вірянка-католичка, відвідувала костел в Урсусі.

## В'язниця та легалізація
Ева Кулик залишалася у підпіллі й після скасування воєнного стану, загалом майже п'ять років. З 1985—1986 рік, спостерігаючи «стиснення кільця СБ», вона чекала швидкого арешту та спеціально їздила до Кракова, щоб побачитися з матір'ю і підготувати її до цього. 31 травня 1986 року СБ нарешті зуміла заарештувати Збігнєва Буяка, разом з ним заарештували Конрада Белінського й Ева Кулик. Утримувалася у в'язниці Мокотув.
Вже 11 вересня Кулик звільнили за амністією. Буяк звільнився наступного дня, Белінський трохи раніше. 30 вересня Збігнєв Буяк, Віктор Кулерський, Збігнєв Янас, Конрад Белінський, Ян Літинський та Ева Кулик провели відкриту пресконференцію RKW Mazowsze. Кулик керувала офісом, вела діловодство RKW, займалася виданням «Tygodnik Mazowsze». Згодом вона згадувала, що в середині 1980-х років відчувала втрату опори — здавалося, що «Солідарність» втрачає підтримку, режим зміцнюється, маси кинуті в безнадійність й уникають боротьби. Однак, несподівано для багатьох, у 1988 році піднялася нова страйкова хвиля, що призвела до кардинальних змін.
Перейшовши на легальне перебування, Ева Кулик закінчила 1987 року Ягеллонський університет. Вийшла заміж за Конрада Белінського. Вони негативно поставилися до переговорів у Магдаленці, вважаючи діалог на умовах ПОРП помилкою наших друзів. Восени 1988 року Беліньські на запрошення сенатора Едварда Кеннеді виїхали до США за стипендією Бостонського університету. Конрад вивчав програмування, Ева — американську літературу.
У жовтні 1989 року Беліньські повернулися до Польщі. Ева Кулик два роки очолювала корпункт британської газети «Індепендент». На той час відбувся Круглий стіл і парламентські вибори, на яких перемогла «Солідарність». Було сформовано некомуністичний уряд Тадеуша Мазовецького. Йшов процес усунення від влади ПОРП, перетворення ПНР на Третю Річ Посполиту.

## У сучасній Польщі
За словами Еви Кулик, в опозиційній політиці вона відстоювала свої життєві цінності — солідарність, свободу, справедливість. Але після падіння комуністичного режиму, в демократичній Польщі, вона відмовилася від політичної кар'єри та віддала перевагу професійній самореалізації в літературі, журналістиці та громадських організаціях.
За поглядами Ева Кулик віддана соціал-ліберальній спадщині Яцека Куроня. Різко засуджує правоконсервативну політику партії Право і справедливість Ярослава Качинського — встановлення контролю над судовою системою, тиск на незалежні ЗМІ та НДО, націонал-популістську та клерикальну пропаганду, поділ поляків на «правильних» християн-патріотів і лівих космополітів. Вона також констатувала егоїстичність багатого прошарку, його байдужість до соціально-політичних проблем. Була обурена заявою президента Анджея Дуди про «нащадків зрадників», позбавлених права на правду та патріотизм. Вважає, що такий курс суперечить спонуканням, з якими вона у 1977 році прийшла у визвольний рух.
Ева Кулик — член ПЕН-клубу, Асоціації польських перекладачів, Асоціації польських письменників. Професійно працює перекладачкою, зокрема романів Генрі Міллера та Єжи Косинського. Активно займається волонтерством. Започаткувала польський Фонд донорів. У 2011—2015 роках брала участь в експертній групі при канцелярії президента Броніслава Коморовського. З 2010 року — директорка НПО Фонд Стефана Баторія (заснований Джорджем Соросом). Фонд реалізує програми зміцнення польської демократії, розвитку громадянського суспільства, рівноправності жінок, підтримки демократичних сил Білорусі, боротьби з пандемією COVID-19.
Американська полоністка Шана Пенн написала кілька досліджень про роль польських жінок у «Солідарності» та підпіллі. Чільне місце у її роботах приділено Еві Кулик. У розмові з нею Ева Кулик жалкувала, що багато підпільників залишилися «безіменними в історії», і пропонувала заради історичної справедливості більше розповідати про них. Назвала свою мрію: «Щоб люди, які не пережили тих днів, витягли з них уроки».
Конрад Белінський, чоловік Еви Кулик, у 1982 втік з табору інтернування та приєднався до підпілля. Він, зокрема, координував дії RKW з радикальними Групами опору «Солідарні» Теодора Клінцевича, Болеслава Яблоньського та Пйотра Ізгаршева. У сучасній Польщі — відомий IT-фахівець і громадський діяч. Кілька років працював у Фонді Стефана Баторія.
У 2006 році президент Лех Качинський нагородив Еву Кулик Командорським хрестом ордена Відродження Польщі — за видатні заслуги у боротьбі за незалежність і демократичні перетворення. Її зображення включено у фреску "Жінки свободи" на залізничній станції у Гданську.